# Jane Darwell
Jane Darwell (Palmyra (Missouri), 15 oktober 1879 - Woodland Hills (Californië), 13 augustus 1967) was een Amerikaanse actrice. Haar bekendste rol was die van Ma Joad in The Grapes of Wrath (1940) en die van de Bird Woman in Mary Poppins (1964).

## Carrière
Darwell begon haar carrière als toneelspeelster in Chicago. In 1913 maakte ze haar filmdebuut, 2 jaar later had ze reeds in 20 stomme films meegespeeld. 
Na een afwezigheid van 15 jaar startte ze in 1930 haar Hollywood-carrière in John Cromwells tragikomische avonturenfilm Tom Sawyer, de meest winstgevende film van 1930. Vanaf dan werd ze getypecast als de rondborstige Amerikaanse vrouw van middelbare leeftijd, de eerlijke en edelmoedige moeder, tante of huishoudster die de hand op de bijbel houdt, en met de tijd meer en meer als de grootmoeder.
Tijdens de jaren dertig (100 films), veertig (37) en vijftig (23) werd ze ontzettend veel gevraagd, steeds voor een bijrol waarin ze haar personage (heel dikwijls de moeder van een hoofdpersonage) stevig en duidelijk neerzette. De cineasten die op haar een beroep deden waren gedegen Hollywood-vakmannen zoals John Cromwell, Henry King, Norman Taurog, Frank Borzage, John M. Stahl, Tay Garnett, Irving Cummings, David Butler en Roy Rowland (allen meermaals). 
Een uitstekende regisseur als John Ford castte Darwell zes keer, een eerste keer in The Grapes of Wrath, een politiek en sociaal drama naar de gelijknamige roman van John Steinbeck. Voor haar rol van ma Joad, de matriarch die de familie samenhoudt tijdens de Grote Depressie, kreeg Darwell in 1941 de Oscar voor beste vrouwelijke bijrol. Later volgden onder meer nog de westerns My Darling Clementine, 3 Godfathers en Wagon Master.
Andere vermeldenswaardige films uit haar vruchtbare carrière waren Ernst Lubitschs romantische komedie Design for Living, de western Jesse James, het romantisch oorlogsdrama Gone with the Wind, de revisionistische western The Ox-Bow Incident, John Cromwells vrouwelijke gevangenisdrama Caged, Ida Lupino's film noir The Bigamist en Douglas Sirks romantisch melodrama There's Always Tomorrow.  
Toen ze er in 1964 mee ophield had ze in meer dan 170 films opgetreden. Darwell heeft een ster op de Hollywood Walk of Fame op de 6735 Hollywood Boulevard. Haar laatste rol was die van de Bird Woman in de Disney-film Mary Poppins die haar persoonlijk werd aangeboden door Walt Disney.

## Overlijden
Darwell overleed in 1967 op 87-jarige leeftijd aan de gevolgen van een hartaanval. Ze ligt begraven in het Forest Lawn Memorial Park in Glendale (Californië).